# Okręgowe rozgrywki w piłce nożnej woj. olsztyńskiego (1949/1950)
Drużyny z województwa olsztyńskiego występujące w ligach centralnych i makroregionalnych:
- I liga - brak
- II liga - brak

Rozgrywki okręgowe:
- Klasa A (III poziom rozgrywkowy)
- Klasa B - 3 grupy (IV poziom rozgrywkowy)
- Klasa C - 8 grup (V poziom rozgrywkowy)

Sezon rozpoczął się i skończył wiosną 1950 roku wskutek unieważnienia rozgrywek w klasie B i klasie C z jesieni 1949 roku.

## Jesień 1949
Jesienią 1949 roku (do 7 listopada) została rozegrana runda jesienna sezonu 1949/1950. Na mocy uchwały PZPN z dnia 4 grudnia 1949 roku rozgrywki w klasie B i klasie C zostały unieważnione, natomiast runda jesienna rozgrywek klasie A została uznana.

### Klasa A
| Poz. | Klub                 | M | Pkt. |
| ---- | -------------------- | - | ---- |
| ?    | Gwardia Olsztyn      | 4 |      |
| ?    | Spójnia Olsztyn      | 4 |      |
| ?    | Kolejarz Ostróda (b) | 4 |      |
| ?    | WKS Sokół Ostróda    | 4 |      |
| ?    | Szturm Mrągowo       | 4 |      |

- Kolejarz Olsztyn grał w eliminacjach o II ligę
- zwycięzca klasy A nie otrzymał tytułu mistrza okręgu, natomiast odbyły się awanse i spadki

### Klasa B

#### grupa I
| Poz. | Klub                 | M | Pkt. |
| ---- | -------------------- | - | ---- |
| ?    | Pocisk Morąg         | 5 |      |
| ?    | Związkowiec Olsztyn  | 5 |      |
| ?    | Gwardia II Olsztyn   | 5 |      |
| ?    | ZZK Morąg            | 5 |      |
| ?    | Gwardia Braniewo (b) | 5 |      |
| ?    | Ogniwo Olsztyn       | 5 |      |

#### grupa II
| Poz. | Klub                   | M | Pkt. |
| ---- | ---------------------- | - | ---- |
| 1    | ZZK Iława              | 5 |      |
| ?    | Kolejarz Olsztynek (b) | 5 |      |
| ?    | Spójnia II Olsztyn     | 5 |      |
| ?    | Kolejarz II Ostróda    | 5 |      |
| ?    | WKS Sokół II Ostróda   | 5 |      |
| ?    | Unia Susz (b)          | 5 |      |

#### grupa III
| Poz. | Klub                    | M | Pkt. |
| ---- | ----------------------- | - | ---- |
| 1    | Gwardia Kętrzyn         | 5 |      |
| ?    | Kolejarz II Olsztyn     | 5 |      |
| ?    | Gwardia Pisz            | 5 |      |
| ?    | Szturm II Mrągowo       | 5 |      |
| ?    | Tęcza Szczytno (b)      | 5 |      |
| ?    | Związkowiec Giżycko (b) | 5 |      |

- po barażach mistrzów grup, do klasy A awansowały ZZK Iława i Gwardia Kętrzyn
- rozgrywki zostały unieważnione (awanse do klasy A odbyły się, spadki do klasy C nie odbyły się)

### Klasa C
- 8 grup:
  - Gwardia Barczewo, Gwardia Mrągowo, Gwardia Biskupiec, Spójnia Biskupiec
  - Lechia Bartoszyce, Gwardia Giżycko, Artylerzysta Giżycko, Gwardia II Kętrzyn
  - Gwardia Pasłęk, Związkowiec Prabuty, ZZK II Morąg, Pocisk II Morąg, Budowlani Olsztyn
  - Gwardia Węgorzewo, Ogniwo Węgorzewo, Kolejarz Korsze, LZS Karolewo
  - zespoły z okolic Ostródy, Iławy i Nowego Miasta Lubawskiego
  - zespoły z okolic Działdowa i Nidzicy
  - zespoły z okolic Lidzbarka Warmińskiego i Braniewa
  - zespoły z okolic Szczytna i Pisza

- rozgrywki zostały unieważnione

## Wiosna 1950

### Klasa A
| Poz. | Klub                | M | Pkt. |
| ---- | ------------------- | - | ---- |
| 1    | Kolejarz Olsztyn    | 7 | 13   |
| 2    | Gwardia Olsztyn     | 7 | 10   |
| 3    | Kolejarz Ostróda    | 7 | 4    |
| 4    | Spójnia Olsztyn     | 7 | 4    |
| 5    | Kolejarz Iława (b)  | 7 | 3    |
| 6    | Gwardia Kętrzyn (b) | 7 | 2    |

- tabela po 7 kolejkach
- nikt nie spadł

### Klasa B

#### grupa I i III
- WKS Sokół Ostróda (s), Pocisk Morąg, Związkowiec Olsztyn, ZZK Morąg, Gwardia Braniewo, Ogniwo Olsztyn, Kolejarz Olsztynek, Unia Susz, Gwardia II Kętrzyn (b), Spójnia II Olsztyn, Kolejarz II Olsztyn, Gwardia II Olsztyn, Kolejarz II Ostróda - jedna z drużyn rezerw wycofała się przed sezonem

- spadły zespoły z ostatnich miejsc

#### grupa II
| Poz. | Klub                    | M | Pkt. |
| ---- | ----------------------- | - | ---- |
| ?    | Związkowiec Kętrzyn (b) | 5 |      |
| ?    | Związkowiec Giżycko     | 5 |      |
| ?    | Gwardia Pisz            | 5 |      |
| ?    | Związkowiec Mrągowo (s) | 5 |      |
| ?    | Spójnia Szczytno        | 5 |      |
| ?    | Kolejarz II Iława (b)   | 5 |      |

- awansowały: Kolejarz Olsztynek, Związkowiec Kętrzyn i Związkowiec Giżycko - zwycięzca grupy I lub III nie skorzystał z prawa awansu
- spadł zespół z ostatniego miejsca

### Klasa C
- 8 grup, po barażach awansowało 7 drużyn (miało awansować 6, ale Ogniwo II Giżycko nie skorzystało z prawa gry rezerw zespołów A-klasowych w klasie B (zgłosiło się do klasy C[1]